# Val-du-Layon

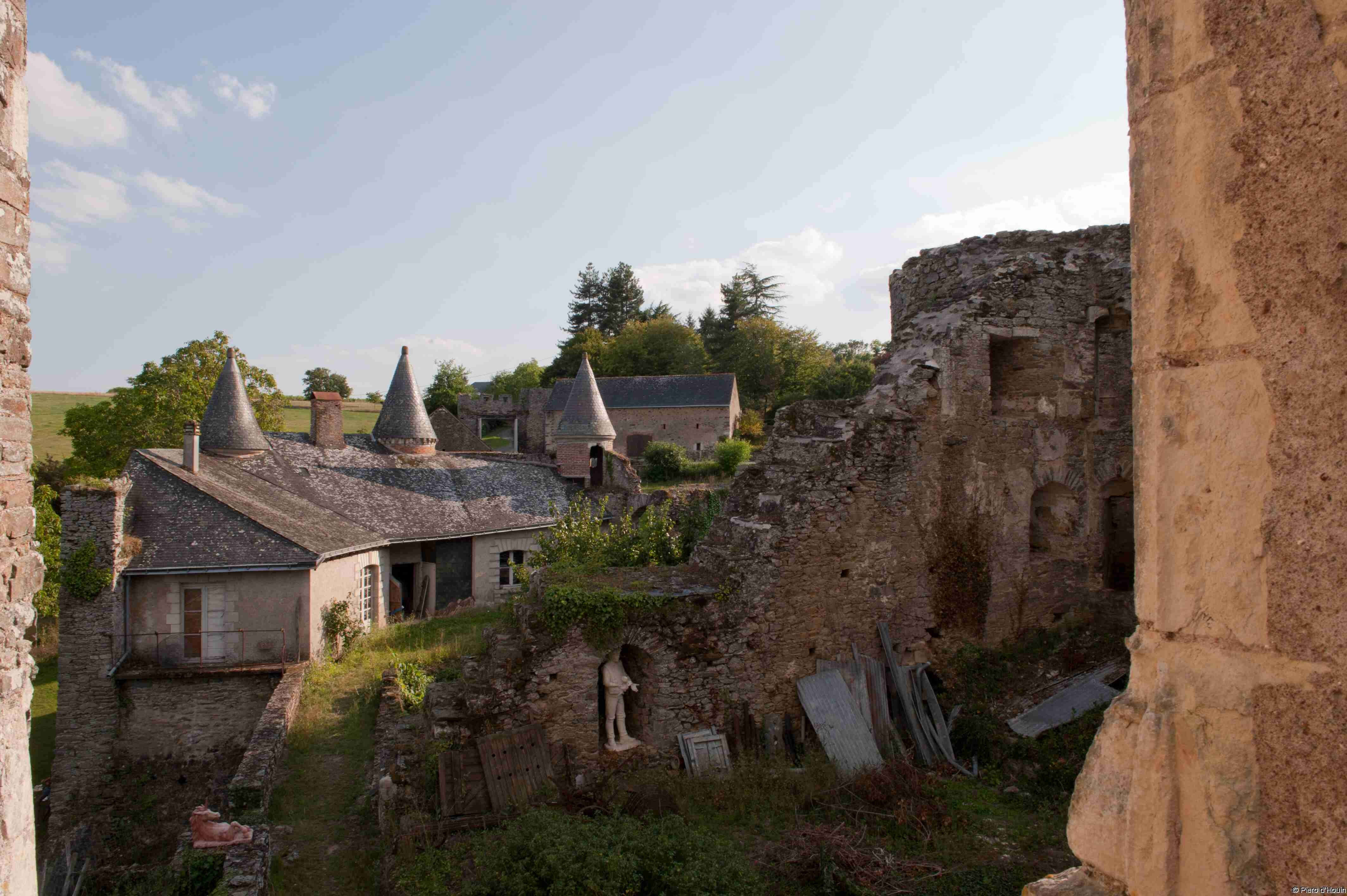
Castillo de la Haute Guerche (siglos XII a XVI), monumento histórico de Francia

Val-du-Layon es una comuna nueva francesa situada en el departamento de Maine y Loira, de la región de Países del Loira.

## Historia
Fue creada el 31 de diciembre de 2015, en aplicación de una resolución del prefecto de Maine y Loira de 16 de noviembre de 2015, con la unión de las comunas de Saint-Aubin-de-Luigné y Saint-Lambert-du-Lattay, pasando a estar el ayuntamiento en la antigua comuna de Saint-Lambert-du-Lattay.

## Demografía
| Gráfica de evolución demográfica de Val-du-Layon entre 1800 y 2018 |
|                                                                    |

Los datos entre 1800 y 2008 son el resultado de sumar los parciales de las dos comunas que forman la nueva comuna de Val-du-Layon, cuyos datos se han cogido de 1800 a 1999, para las comunas de Saint-Aubin-de-Luigné y Saint-Lambert-du-Lattay, de la página francesa EHESS/Cassini. Los demás datos se han cogido de la página del INSEE.

## Composición
| Comuna delegada         | Código INSEE | Población (2013) | Superficie (km²) | Densidad (hab./km²) |
| ----------------------- | ------------ | ---------------- | ---------------- | ------------------- |
| Saint-Aubin-de-Luigné   | 49265        | 1261             | 15.19            | 83                  |
| Saint-Lambert-du-Lattay | 49292        | 2004             | 14.44            | 139                 |